# Kryssförband

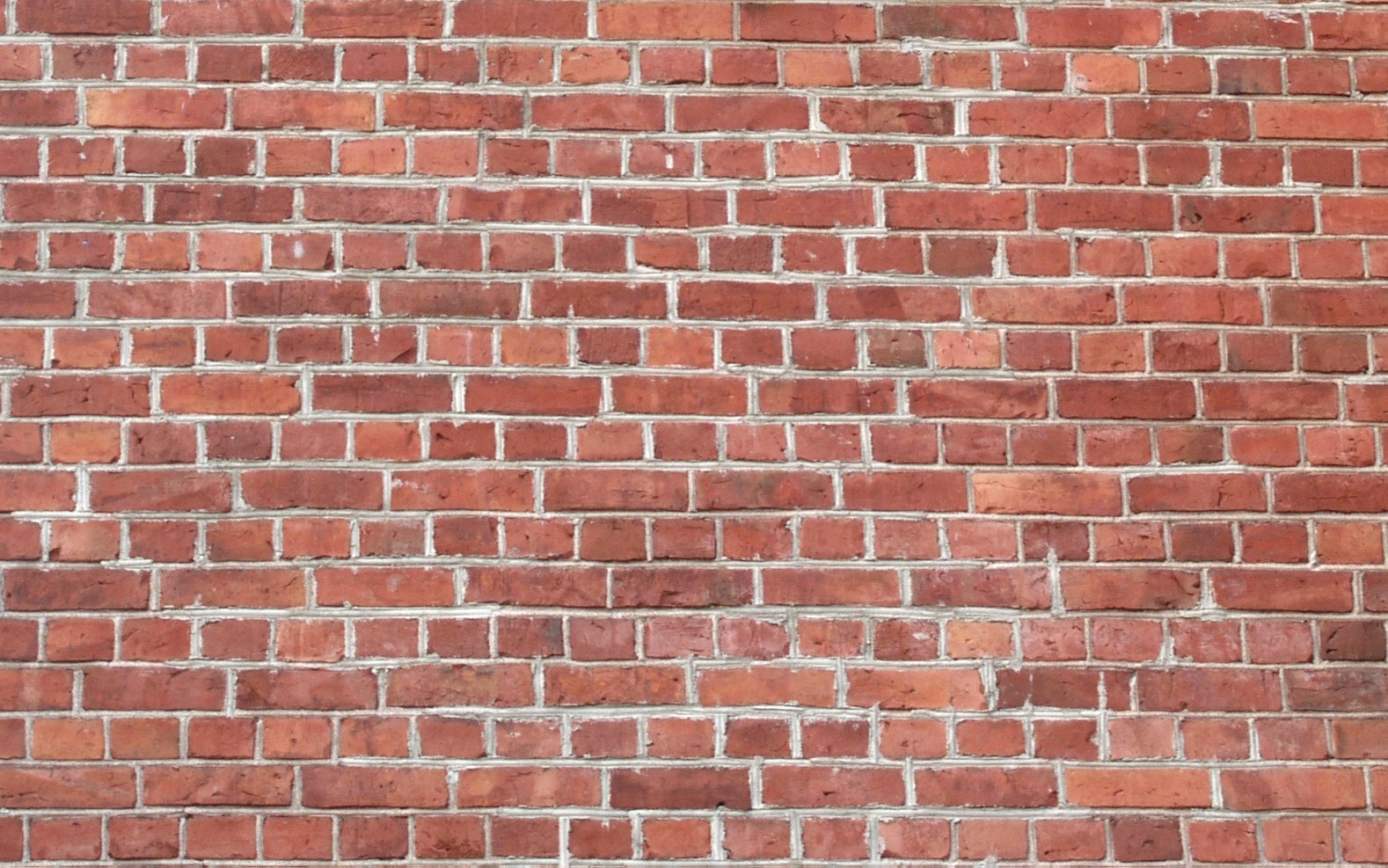
Tegelmur murad med kryssförband.

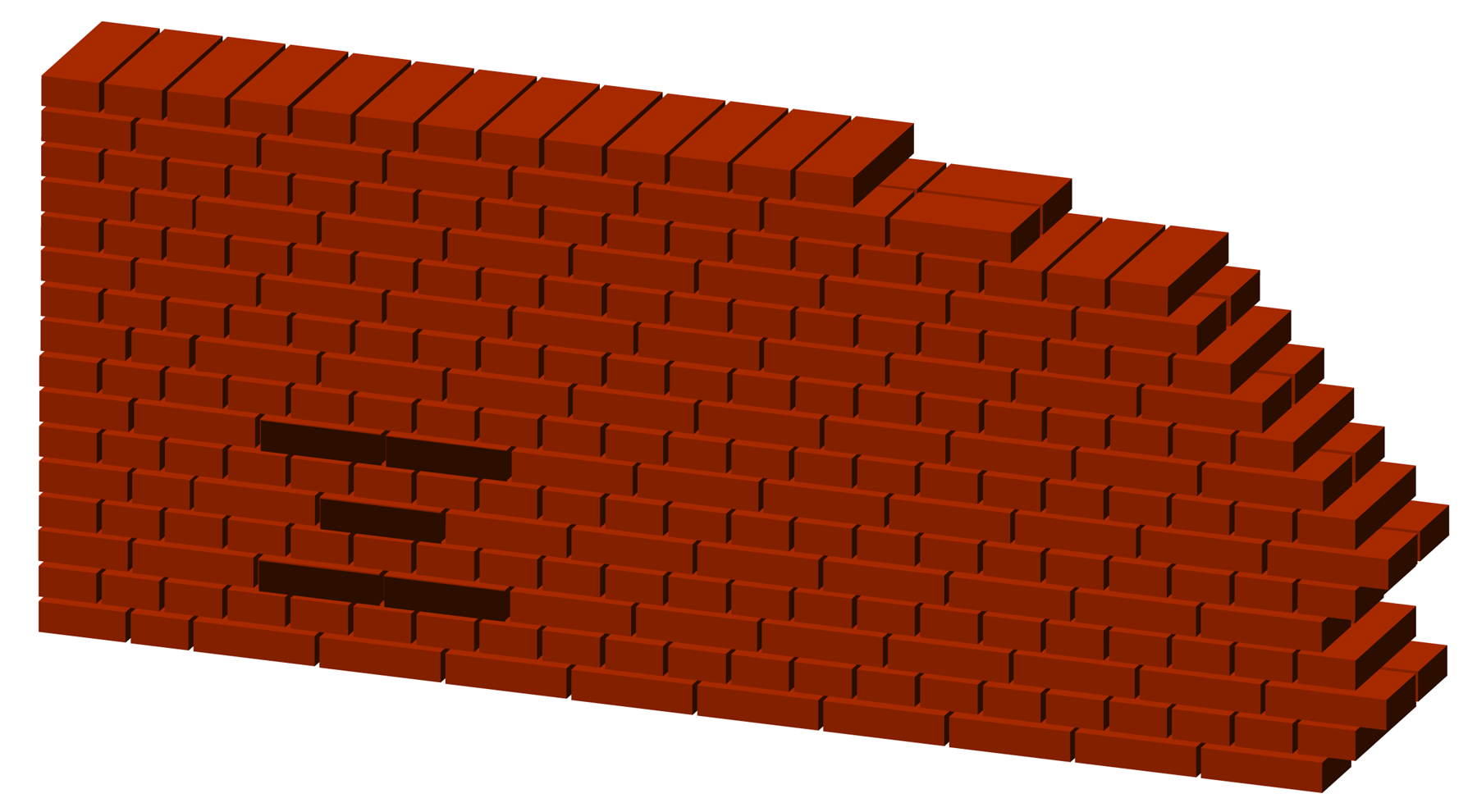
Notera hur murens avslutning utformas genom insatta 3/4-stenar i löpskiftet. En extra koppsten i vartannat löpskikt utgör förskjutningen som bildar ett kryss.

Kryssförband är en murförbandstyp som används vid murning av tegelmurar. 
Vartannat murskift består av löpstenar (tegelstenar där långsidan syns i fasaden) och vartannat av koppstenar (tegelstenar där kortsidan syns i fasaden). Varje löpskift avslutas och påbörjas med en 3/4-sten så att löpskiftets fogar inte sammanfaller med koppskiftets fogar. Vartannat löpskift är dessutom förskjutet med en koppsten vilket gör att det ser ut som att fogarna möts i ett kryss. 
Kryssförband har använts i Västeuropa sedan medeltiden, med kom inte till Sverige förrän under 1600-talet.
Kryssförband används oftast i bärande väggar, som bakmurning eller som fasadbeklädnad.